# Matteo Priuli
Matteo Priuli (Veneza, 1572 - Roma, 13 de março de 1624) foi um cardeal do século XVII.

## Biografia
Nasceu em Veneza em 1577. O mais velho dos cinco filhos do futuro doge de Veneza Antonio Priuli, que governou de 1618 a 1623, e Elena Barbarigo. Os outros irmãos eram Michele, Agostino (bispo de Bergamo), Girolamo e Adriana (esposa do veneziano Doge Francesco Cornaro). Seu sobrenome também está listado como Prioli; e como Priolo. Outros cardeais da família foram Lorenzo Priuli (1596); Pietro Priuli (1706); Luigi Priuli (1712); e Antonio Marino Priuli (1758).
Chamado a Roma pelo papa, foi nomeado camareiro de honra. Abade commendatario do mosteiro camaldulense de S. Maria di Vangadizia.
Criado cardeal sacerdote no consistório de 19 de setembro de 1616; recebeu o chapéu vermelho em 24 de setembro de 1616; e o título de S. Girolamo degli Schiavoni em 17 de outubro de 1616 (2). Participou do conclave de 1621, que elegeu o Papa Gregório XV. Optou pelo título de S. Marco em 23 de junho de 1621. Participou do conclave de 1623, que elegeu o Papa Urbano VIII.
Morreu em Roma em 13 de março de 1624. Sepultado junto ao altar-mor, tendo apenas o seu nome gravado em maiúsculas na lápide tumular, no seu título, S. Marco.